# Großopitz

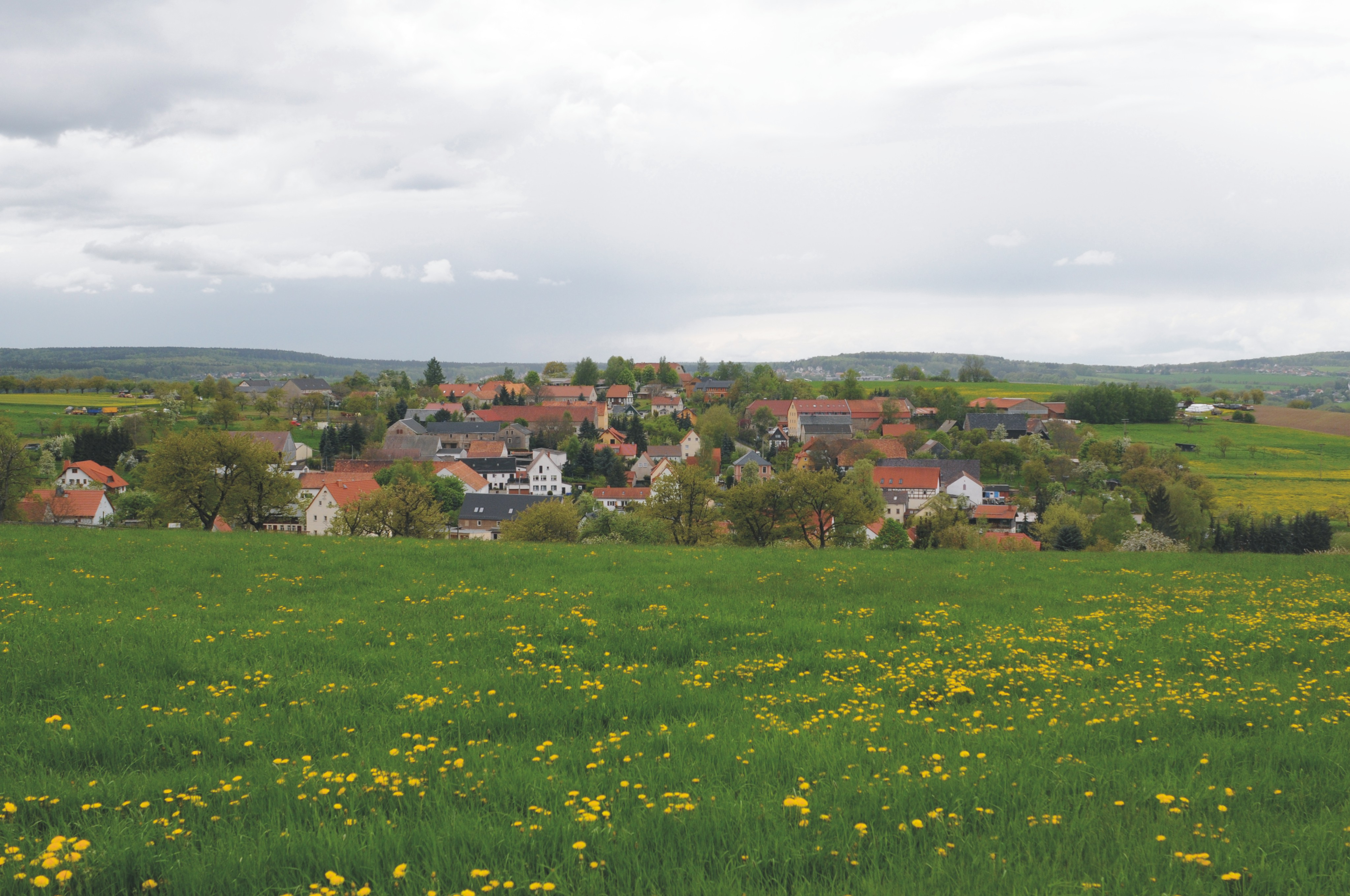
Blick auf Großopitz, im Hintergrund der Tharandter Wald

Großopitz ist eine Ortschaft der sächsischen Stadt Tharandt im Landkreis Sächsische Schweiz-Osterzgebirge. Zudem bildet der Ort einen Ortsteil Tharandts und liegt auf der gleichnamigen Gemarkung.

## Geografie

### Lage
Großopitz liegt nordöstlich des Tharandter Waldes, im Südosten erstreckt sich das Döhlener Becken mit den Siedlungen und Industriestandorten der Großen Kreisstadt Freital. An Großopitz grenzt unmittelbar der Ort Kleinopitz, der allerdings ein Ortsteil der Stadt Wilsdruff ist. Die Siedlungsfläche erstreckt sich über ein Gebiet von 3,61 km² bei einer Bevölkerungsdichte von 67 Einwohnern pro Quadratkilometer. Östlich des Dorfes erhebt sich der Opitzberg (366,1 m). Am nördlichen Ortsrand entspringt der Großopitzbach, südöstlich die Pastritz.

### Nachbarorte

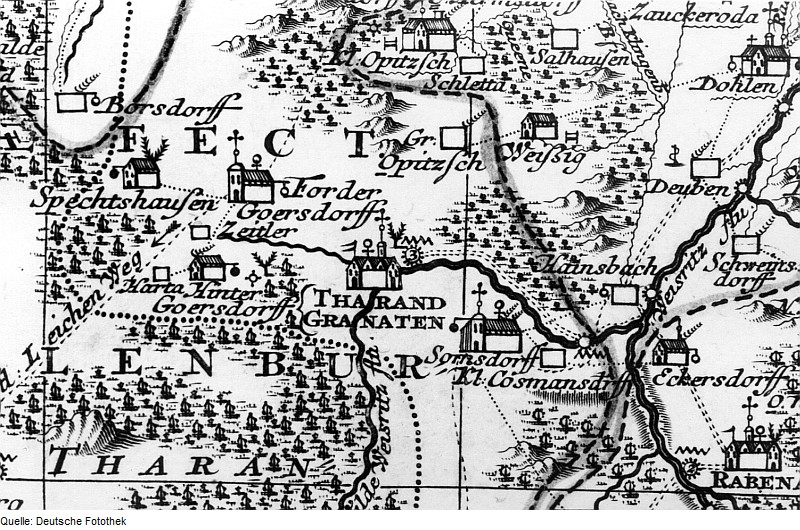
Großopitz als Gr. Opitzsch auf einer Landkarte aus dem 18. Jh.

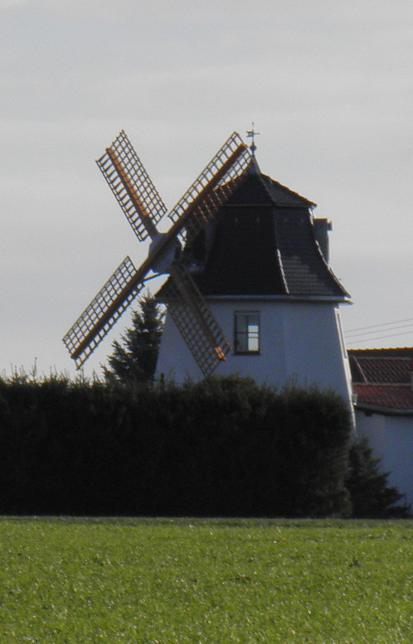
2014 als Wohnhaus neu gebaute Turmwindmühle, deren Original bis 1880 in Großopitz an der Ortsgrenze zu Weißig stand

Um Großopitz liegen die Orte:
| Braunsdorf     | Kleinopitz                                  | Saalhausen |
| Fördergersdorf | Kompassrose, die auf Nachbargemeinden zeigt | Weißig     |
| Tharandt       | Coßmannsdorf                                | Hainsberg  |

## Geschichte
Großopitz ist als Waldhufendorf angelegt und war eine Landgemeinde. Der Ort ist im Zuge der Besiedlung im Auftrag der Markgrafen von Meißen durch den Verwalter der Burg Tharandt, Boriwo de Tarant, ab 1215 entstanden bzw. wird die vorhandene slawische Siedlung in dieser Zeit germanisiert. Die erste Erwähnung der ursprünglich slawischen Siedlung – unter dem Namen Apacz – findet sich im Lehnbuch Friedrich des Strengen von 1349/50. Wie die meisten späteren Tharandter Ortsteile war auch Großopitz um 1378 dem Castrum Tharandt angehörig, 1550 dem Amt Tharandt-Grillenburg. Von 1856 an gehörte das Dorf dem Gerichtsamt Tharandt an. 19 Jahre später, 1875, war Großopitz zur Amtshauptmannschaft Dresden gegliedert. Vor 1875 war Großopitz nach Döhlen (heute Freitaler Stadtteil) gepfarrt, danach nach Tharandt. 1923 endete die Selbstständigkeit des Ortes mit der Eingemeindung in die Forststadt. Großopitz ist somit eines der ältesten Ortsteile Tharandts. Als Tharandter Ortsteil wurde Großopitz noch Teil des Kreises Freital (später Landkreis), der 1952 aus der Amtshauptmannschaft Dresden hervorging, des Weißeritzkreises, der 1994 aus Landkreis Freital und Landkreis Dippoldiswalde gebildet wurde. 2008 wurde der Ort schließlich Teil des Landkreises Sächsische Schweiz-Osterzgebirge, der aus Weißeritzkreis und dem Landkreis Sächsische Schweiz hervorging.

### Entwicklung der Einwohnerzahl
Anzahl der Menschen, die in Großopitz wohnten bis 1910
- 1550/51: 15 besessene Mann, 19 Inwohner, 17 Hufen
- 1764: 20 besessene Mann, 8 Gärtner, 5 Häusler, 16½ Hufen
- 1834: 249
- 1871: 359
- 1890: 328
- 1910: 376

## Verkehr
Die Kreisstraße 9080 führt direkt durch das Zentrum von Großopitz. Durch Linienbusse des Regionalverkehrs Sächsische Schweiz-Osterzgebirge (RVSOE) ist der Ort an den öffentlichen Personennahverkehr des Verkehrsverbundes Oberelbe angebunden. Der nächste Bahnhof ist der Bahnhof Tharandt mit Anbindung an das Dresdner S-Bahn-Netz (S3) und an Züge des Regionalexpress der Deutschen Bahn. Weitere Bahnhöfe in der Nähe des Ortes sind Freital-Hainsberg West, Freital-Hainsberg und Freital-Deuben.